# Odznaka „Honoris Gratia”
Odznaka Honoris Gratia – polskie odznaczenie przyznawane przez prezydenta Krakowa osobom zasłużonym dla Miasta.

## Ustanowienie odznaki
Odznaka została ustanowiona Zarządzeniem nr 1640/2005 Prezydenta Miasta Krakowa z dnia 17 września 2005 r. (późniejsze zmiany: Zarządzenie nr 2161/2011 z dnia 2011-09-26).

## Opis odznaki
Wygląd Odznaki opisany jest w zarządzeniu nr 1640/2005. Zgodnie z jego treścią odznaką „jest krążek o średnicy 40 mm, o gładkim obrysie lewego półokręgu, górnej ćwiartce prawego półokręgu wymodelowanej w kształcie zarysu wież Bazyliki Mariackiej oraz murów miejskich, napisem HONORIS GRATIA na prawej dolnej ćwiartce oraz wstęgą w barwach Stołecznego Królewskiego Miasta Krakowa w połowie wysokości lewego półokręgu. Odznaka „Honoris gratia” zawieszona jest na wstążce w barwach Stołecznego Królewskiego Miasta Krakowa”. Autorem projektu odznaki jest prof. Jerzy Nowakowski.

## Odznaczeni

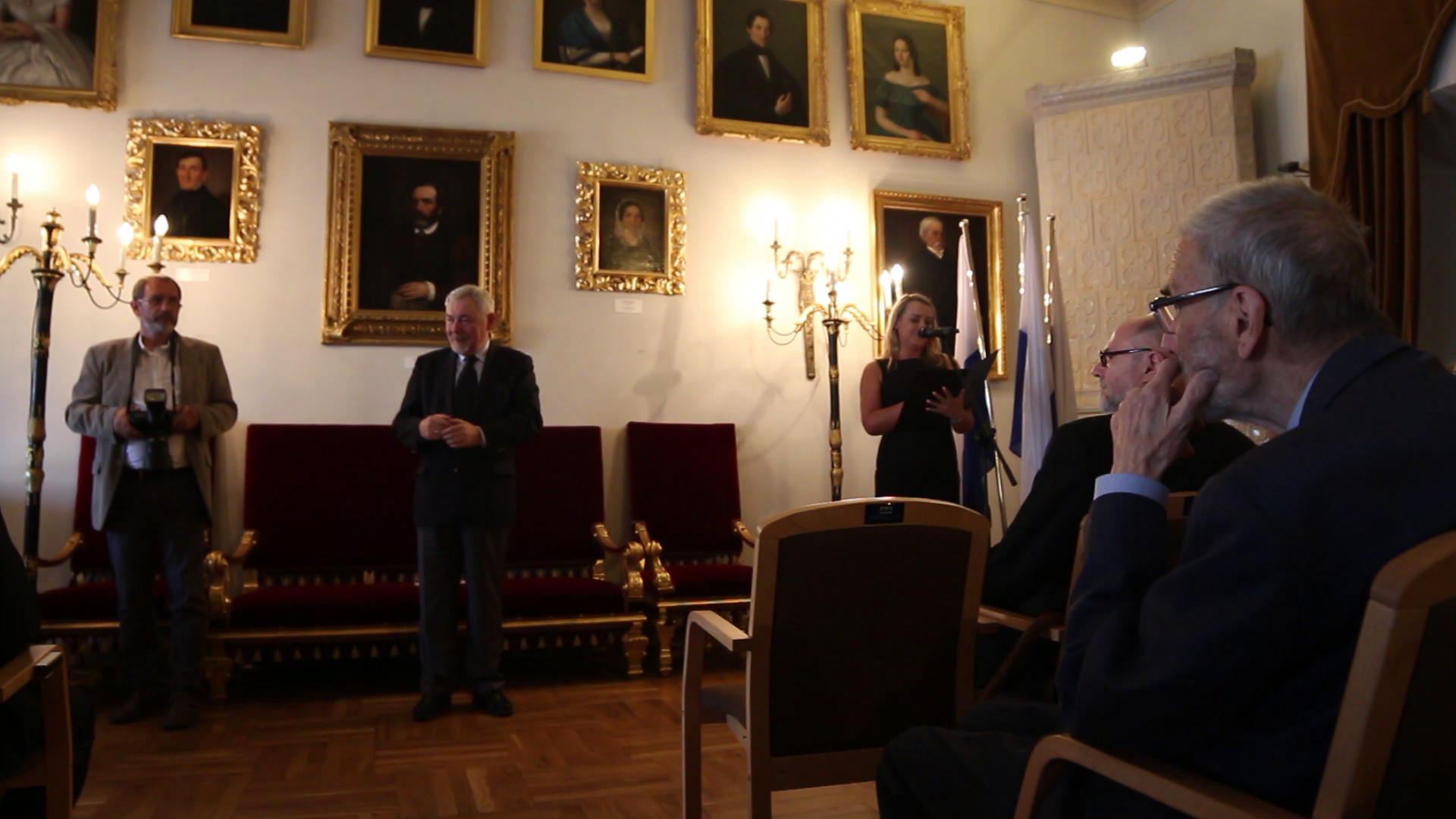
Ceremonia wręczenia odznak „Honoris Gratia”, pierwszy z prawej siedzi Włodzimierz Ptak, 2019

W roku ustanowienia (2005) odznakę otrzymało 81 osób. Pierwszym odznaczonym był kard. Franciszek Macharski. Laureatami odznaki są instytucje, stowarzyszenia, organizacje i osoby zasłużone dla społeczności Krakowa, byli pracownicy jednostek miejskich, radni oraz członkowie organizacji lokalnych. Odznakę otrzymali m.in. Przemysław Dudek, Łukasz Curyło, Tomasz Wiatr. Ewidencję wręczanych Odznak prowadzi Kancelaria Prezydenta Miasta Krakowa. Nazwiska osób odznaczonych ogłaszane są w „Biuletynie Informacji Publicznej Miasta Krakowa”.